# 47年グループ
47年グループ（独：Gruppe 47）は、1947年にスタートしたドイツの戦後派新進作家の集まりである。「綱領も協会も組織も持たず、いかなる集団的思想にも組することのな（い）」集まりで、ハンス・ヴェルナー・リヒターがメンバーを集め、朗読と討論の会を主宰した。会合は1967年まで継続した。当時の新進作家の多くが参加し、戦後のドイツ語圏の文学活動を牽引した。

## 沿革
1946年に、アルフレート・アンデルシュとハンス・ヴェルナー・リヒター（Hans Werner Richter； 第 4 号以降共同編集）が隔週刊行情報紙『デア・ルーフ』（Der Ruf：『叫び』）を刊行したのが前史である。「彼らはドイツ人の意識からナチズムを洗い落とし、民主主義思想を育てていくために書き手として捕虜経験者と社会主義シンパを起用した」が、その主張の先鋭さのために、アンデルシュとリヒターは1947年 4 月 1 日付けの 16 号を最後に、占領アメリカ軍により、この「若い世代の自由紙」の編集を降ろされた。1947年7月、『デア・ルーフ』への寄稿者たちが集まり、新たな文芸雑誌『デア・スコルピオーン』（Der Scorpion：『さそり』）の創刊を企画、またそのためメンバーが定期的に会合を開き、自身の原稿を朗読し、互いに批評し合うことを取り決めた。ヴェルナー・リヒターがこの取り決めに基づいて参加メンバーを集め、同年9月に第1回会合が行なわれた。この会合でハンス・ゲオルク・ブレンナー（Hans Georg Brenner）が1947年に因んで「47年グループ」（「グルッペ47」）と名付け、またハンス・ヴェルナー・リヒターはなんら特権をもたないながらも会合の主催者として位置づけられることになった。
会合は主催者に招かれた者とその配偶者のみ出席が許され、後に主要メンバーの友人にまで広げられた。また1度でも招かれたものはその後自由に出入りできることとされた。会合は年に2回行なわれ、出席者は未発表の原稿を朗読し、他の参加者によって容赦ない批評がなされ、もっとも優れた作品が表彰された。また外国の作家・批評家も招待された。
グループは「特定の政治傾向はもたなかったけれども、リヒター個人の政治思想にグループ成立の事情も絡んで、会の雰囲気はアデナウアー時代の復古的保守潮流にたいして批判的であった」。
「47年グループ」はメンバーの著名性もあって間もなくドイツ文壇における主流派となった。しかし1966年のアメリカ大会での、「47年グループ」に対する内部からの批判、1967年大会での、「学生運動を巻きこんだ内部対立などによって、いわば従来の「グルッペ四十七」の会合形式に乱れが生じ」たので、リヒターは1968年8月に開催を予定したプラハ大会において新しい展開を期待したが、この大会は、ソ連軍とドイツ人民軍のプラハ武力介入により中止を余儀なくされた。1977年の会合において「リヒターは、正式に「グルッペ四十七」の閉会を宣言した」。
その後1990年に1度再開しており、プラハで行なわれたこの会合では古株のメンバーと当時の若手作家の交流が持たれた。また2005年にはギュンター・グラスによって47年グループを手本とした作家同士の会合「リューベック 05」が企画され、リューベックのブッテンブロークハウスにて公開朗読会が行なわれた。

## 主なメンバー
- イルゼ・アイヒンガー
- アルフレート・アンデルシュ
- インゲボルク・バッハマン
- ペーター・ビクセル
- ハインリヒ・ベル
- パウル・ツェラン
- ギュンター・アイヒ
- ハンス・マグヌス・エンツェンスベルガー
- ギュンター・グラス
- ペーター・ハントケ
- ヴォルフガング・ヒルデスハイマー
- ウーヴェ・ヨーンゾン
- エーリッヒ・ケストナー
- ジークフリート・レンツ
- ハンス・ヴェルナー・リヒター（主宰）
- マルティン・ヴァルザー
- ペーター・ヴァイス
- マルツェル・ライヒ＝ラニツキ

## 文学賞
1950年から参加者全員の投票により過半数の得票者を受賞者とする「グルッペ四十七賞」が授与された。第1回「グルッペ四十七賞」の賞金は、ハンブルクに支店を持つアメリカの繊維会社の寄付によるものだったが、1953年 5 月以降は、出版社や放送局などの寄付によるものになった。
受賞者・受賞作品一覧
- 1950年 - ギュンター・アイヒ  『ミュンヒェン――フランクフルト間急行列車』（D-Zug München-Frankfurt）、『雨の直前』（Kurz vor dem Regen）等
- 1951年 - ハインリヒ・ベル 『黒い羊たち』（Die schwarzen Schafe）
- 1952年 - イルゼ・アイヒンガー 『鏡物語』（Die Spiegelgeschichte）
- 1953年 - インゲボルク・バッハマン 『夜間飛行』（Nachtflug）
- 1954年 - アドリアーン・モリエン（オランダの作家 Adriaan Morrien）  Zu große Gastlichkeit verjagt die Gäste
- 1955年 - マルティン・ヴァルザー 『テンプローネ氏の最期』（Templones Ende）
- 1958年 - ギュンター・グラス 『ブリキの太鼓』（Die Blechtrommel）
- 1962年 - ヨハンネス・ボブロフスキー （Johannes Bobrowski） Sarmatische Zeit
- 1965年 - ペーター・ビクセル　『季節』
- 1967年 - ユルゲン・ベッカー （Jürgen Becker）『縁』（Ränder）

## 参考書籍
- 早崎守俊著『グルッペ四十七史――ドイツ戦後文学史にかえて――』同学社　1989年　（ISBN 4-8102-0081-7）
- ハンス・ヴェルナー・リヒター著、飯吉光夫訳『廃墟のドイツ1947: 47年グループ銘々伝』河出書房新社 2015年